# 广澳街道
广澳街道，是中华人民共和国广东省汕头市濠江区下辖的一个乡镇级行政单位。

## 行政区划
广澳街道下辖以下地区：
东湖社区、埭头社区、溪头社区、大蔚社区、三寮社区、河渡社区和广澳社区。